# Talsperre Cabril
Die Talsperre Cabril (portugiesisch Barragem do Cabril) liegt in der Region Mitte Portugals. Sie staut den Fluss Zêzere, der an dieser Stelle die Grenze zwischen den Distrikten Castelo Branco und Leiria bildet, zu einem Stausee (port. Albufeira da Barragem do Cabril) auf. Die Kleinstadt Pedrógão Grande liegt ungefähr 200 m westlich der Talsperre.
Mit dem Projekt zur Errichtung der Talsperre wurde im Jahre 1950 begonnen. Der Bau wurde 1954 fertiggestellt. Die Talsperre dient der Stromerzeugung. Sie ist im Besitz der Companhia Portuguesa de Produção de Electricidade (CPPE).

## Absperrbauwerk
Das Absperrbauwerk ist eine doppelt gekrümmte Bogenstaumauer aus Beton mit einer Höhe von 132 (bzw. 136) m über der Gründungssohle. Die Mauerkrone liegt auf einer Höhe von 297 m über dem Meeresspiegel. Die Länge der Mauerkrone beträgt 290 m. Das Volumen des Bauwerks umfasst 360.000 m³.
Die Staumauer verfügt sowohl über einen Grundablass als auch über eine Hochwasserentlastung auf beiden Seiten der Staumauer, über die das Wasser durch je einen unterirdischen Stollen abgeführt werden kann. Über den Grundablass können maximal 200 m³/s abgeleitet werden, über die Hochwasserentlastung maximal 2.200 m³/s. Das Bemessungshochwasser liegt bei 4.000 m³/s; die Wahrscheinlichkeit für das Auftreten dieses Ereignisses wurde mit einmal in 1.000 Jahren bestimmt.

## Stausee
Beim normalen Stauziel von 294 m  (max. 296,3 m bei Hochwasser) erstreckt sich der Stausee über eine Fläche von rund 20,23 km² und fasst 720 (bzw. 719) Mio. m³ Wasser – davon können 615 (bzw. 614) Mio. m³ zur Stromerzeugung genutzt werden. Mit den nutzbaren 615 Mio. m³ Wasser können 339,3 Mio. kWh erzeugt werden.

## Kraftwerk
Das Kraftwerk Cabril ist mit einer installierten Leistung von 97 (bzw. 98 oder 108) MW eines der mittelgroßen Wasserkraftwerke Portugals. Die durchschnittliche Jahreserzeugung liegt bei 301 (bzw. 304,8 oder 312) Mio. kWh.
Das Kraftwerk wurde im Jahre 1954 in Betrieb genommen. Die Francis-Turbinen und Generatoren wurden von Alstom geliefert. Die zwei Maschinen befinden sich in einem Maschinenhaus am Fuße der Staumauer. Die zwei Turbinen des Kraftwerks leisten jede maximal 47 (bzw. 49) MW und die zugehörigen Generatoren 61 MVA. Die Nenndrehzahl der Turbinen liegt bei 214,3/min. Die Generatoren haben eine Nennspannung von 15,5 kV. In der Schaltanlage wird die Generatorspannung von 15,5 kV mittels Leistungstransformatoren auf 165 kV hochgespannt.
Die minimale Fallhöhe beträgt 84,6 m, die maximale 121,5 m. Der maximale Durchfluss liegt bei 54 m³/s.
Das Kraftwerk ist im Besitz der CPPE, wird aber von Energias de Portugal (EDP) betrieben.